# Lintot-les-Bois
Lintot-les-Bois és un municipi francès situat al departament del Sena Marítim i a la regió de Normandia. L'any 2007 tenia 183 habitants.

## Demografia

### Població
El 2007 la població de fet de Lintot-les-Bois era de 183 persones. Hi havia 68 famílies de les quals 12 eren unipersonals (4 homes vivint sols i 8 dones vivint soles), 16 parelles sense fills, 32 parelles amb fills i 8 famílies monoparentals amb fills.
La població ha evolucionat segons el següent gràfic:
Habitants censats

### Habitatges
El 2007 hi havia 78 habitatges, 68 eren l'habitatge principal de la família, 7 eren segones residències i 4 estaven desocupats. Tots els 78 habitatges eren cases. Dels 68 habitatges principals, 66 estaven ocupats pels seus propietaris i 2 estaven llogats i ocupats pels llogaters; 4 tenien dues cambres, 8 en tenien tres, 15 en tenien quatre i 41 en tenien cinc o més. 61 habitatges disposaven pel capbaix d'una plaça de pàrquing. A 20 habitatges hi havia un automòbil i a 41 n'hi havia dos o més.

### Piràmide de població
La piràmide de població per edats i sexe el 2009 era:
| Homes | Edats   | Dones |
| ----- | ------- | ----- |
| 0     | 95 o +  | 0     |
| 0     | 90 a 94 | 0     |
| 4     | 85 a 89 | 0     |
| 0     | 80 a 84 | 0     |
| 4     | 75 a 79 | 0     |
| 4     | 70 a 74 | 8     |
| 4     | 65 a 69 | 0     |
| 8     | 60 a 64 | 12    |
| 4     | 55 a 59 | 0     |
| 16    | 50 a 54 | 4     |
| 8     | 45 a 49 | 12    |
| 0     | 40 a 44 | 4     |
| 0     | 35 a 39 | 0     |
| 0     | 30 a 34 | 0     |
| 4     | 25 a 29 | 4     |
| 16    | 20 a 24 | 8     |
| 4     | 15 a 19 | 0     |
| 0     | 10 a 14 | 0     |
| 4     | 5 a 9   | 0     |
| 4     | 0 a 4   | 4     |

## Economia
El 2007 la població en edat de treballar era de 119 persones, 84 eren actives i 35 eren inactives. De les 84 persones actives 78 estaven ocupades (45 homes i 33 dones) i 6 estaven aturades (6 homes). De les 35 persones inactives 9 estaven jubilades, 10 estaven estudiant i 16 estaven classificades com a «altres inactius».

### Ingressos
El 2009 a Lintot-les-Bois hi havia 70 unitats fiscals que integraven 190 persones, la mediana anual d'ingressos fiscals per persona era de 17.304 €.

### Activitats econòmiques
Dels 3 establiments que hi havia el 2007, 2 eren d'empreses extractives i 1 d'una empresa de construcció.
L'únic servei als particulars que hi havia el 2009 era un paleta.
L'any 2000 a Lintot-les-Bois hi havia 5 explotacions agrícoles.

## Equipaments sanitaris i escolars
El 2009 hi havia una escola elemental integrada dins d'un grup escolar amb les comunes properes formant una escola dispersa.

## Poblacions més properes
El següent diagrama mostra les poblacions més properes.